# بلا ویستا دو تولدو
بلا ویستا دو تولدو (به پرتغالی: Bela Vista do Toldo) یک منطقهٔ مسکونی در برزیل است که در سانتا کاتارینا واقع شده‌است. بلا ویستا دو تولدو ۶٬۳۶۲ نفر جمعیت دارد.